# Фронт Змін
Фронт Змін — політична партія України, яка проіснувала з 2007 по 2013 рік. Лідером партії з 2009 по 2012 рік був Арсеній Яценюк. У 2013 році «Фронт змін» об'єднався з ВО «Батьківщина».
Під час існування партії діяло 707 територіальних і місцевих організацій «Фронту змін». При партії працював проєкт політичної освіти «Школа влади», покликаний навчати кандидатів у члени партії європейським стандартам управління і політичної діяльності.

## Ідеологія
Мета діяльності партії з травня 2010 року була визначена як «побудова країни динамічного, сталого розвитку, у якій буде втілено європейські цінності свободи, рівності, справедливості, солідарності та толерантності, принципи демократії і суспільного діалогу, а також забезпечено можливість участі всіх громадян України у виробленні нової державної політики».
Ідеологію партії було прийнято визначати як лібералізм. При цьому «Фронт змін» фактично ігнорував питання національної ідентичності. Деякі ініціативи партії оцінювалися як лівопопулістські.

## Історія партії
Партія була створена на установчих зборах 3 березня 2007 року. Зареєстрована Міністерством юстиції Україні 26 червня 2007 року під назвою «Народна трудова партія». Керівником партії був Віктор Вашкевич.
18 жовтня 2008 року «Народна трудова партія» ухвалила рішення про зміну назви на «Демократичний фронт».
23 вересня 2009 року партія «Демократичний фронт» ухвалила рішення про перейменування в партію «Фронт Змін». Новим головою партії замість Віктора Вашкевича був обраний Андрій Іванчук.
28 листопада 2009 року замість Андрія Іванчука лідером партії було обрано Арсенія Яценюка. У 2007 році Яценюк був обраний до Верховної Ради України за списком блоку «Наша Україна — Народна самооборона», але членом жодної партії не був. У грудні 2008 року він заснував громадську організацію «Фронт Змін» (коли партія «Фронт Змін» ще носила назву «Демократичний фронт», а її керівником був Віктор Вашкевич). При цьому стверджувалось, що громадська організація «Фронт Змін» стала громадянською платформою для створення політичної партії «Фронт Змін».

## Участь у виборах

### Президентські вибори 2010 року
Обравши 28 листопада 2009 року своїм лідером Арсенія Яценюка, партія «Фронт Змін» підтримала його висунення в президенти. На президентських виборах Яценюк зайняв четверте місце, отримавши 6,96 % голосів.
Деякі аналітики висловлювали думку, що на результатах Яценюка позначилася невдала виборча кампанія. На білбордах Яценюка, що з'явилися по всій Україні в кінці червня 2009 року, Яценюк був зображений в мілітаристському стилі, тоді як до цього у нього був образ «молодого ліберала».
21 лютого 2010 року новообраний президент Віктор Янукович запропонував трьох кандидатів на пост прем'єр-міністра України: Яценюка, Сергія Тігіпка та Миколу Азарова. Яценюк відхилив пропозицію після того, як український парламент 9 березня 2010 року ухвалив поправку, яка дозволила взяти участь у формуванні коаліції більшості окремим депутатам, а не лише парламентським фракціям. Замість цього він закликав до дострокових парламентських виборів.

### Місцеві вибори 2010 року
На виборах до місцевих рад 31 жовтня 2010 року партія «Фронт Змін» посіла третє місце по Україні, отримавши підтримку майже 7 % виборців. Стверджується, що особливістю «Фронту Змін» стала рівна підтримка по всій території Україні. Усього депутатами різних рівнів від партії стали 2827 чоловік. 12 представників партії стали мерами міст.

### Парламентські вибори 2012 року
За рік до парламентських виборів до «Фронту Змін» почали переходити помітні політики з інших опозиційних сил. Так, у вересні до партії вступили Микола Мартиненко, Руслан Князевич, Роман Ткач, Роман Зварич і Леся Оробець.
У грудні 2011 року Арсеній Яценюк підписав з В'ячеславом Кириленком угоду про спільну опозиційну діяльність та об'єднання його партії «За Україну!» з «Фронтом Змін» після виборів. 22 січня 2012 року Яценюк підписав «Угоду про спільні дії Об'єднаної опозиції Україні» із заступником голови партії «Батьківщина» Олександром Турчиновим, головою партії «Свобода» Олегом Тягнибоком і лідерами інших опозиційних сил. Згідно з угодою, опозиційні сили зобов'язалися сформувати єдиний список на мажоритарних округах, а після перемоги на виборах в 2012 році утворити парламентську більшість.
У лютому 2012 року стало відомо про переговори «Фронту змін» з партією «Батьківщина» про створення спільного списку кандидатів у народні депутати. На початку березня журналіст «Української правди» Сергій Лещенко повідомив, що, за інформацією видання, в разі досягнення згоди єдиний список буде формуватися на базі «Батьківщини», а очолить його Арсеній Яценюк, тоді як начальником штабу буде Олександр Турчинов. Наприкінці квітня про це було оголошено офіційно.
У червні 2012 року Арсеній Яценюк був обраний головою ради «Об'єднаної опозиції». У липні Яценюк та інші члени «Фронту змін» припинили членство в партії, щоб взяти участь в парламентських виборах за списком «Батьківщини» як безпартійні. Виконуючою обов'язки лідера «Фронту змін» стала керівник секретаріату партії Світлана Войцеховська.
За підсумками парламентських виборів «Об'єднана опозиція» отримала 62 місця в парламенті (25,55 % голосів) за пропорційною системою і ще 39, вигравши в 39 мажоритарних округах — в загальній складності 101 місце (22,67 %) з 450. Лідером фракції був обраний Яценюк.

## Фінансування
У різний час фінансування партії приписувалося Дмитру Фірташу, Віталію Гайдуку, Віктору Пінчуку, Ринату Ахметову. У 2011 році Яценюк заявляв, що діяльність партії фінансується 28 бізнесменами.

## Об'єднання з ВО «Батьківщина»
Ще в квітні 2012 року після оголошення про спільну з «Батьківщиною» участь у парламентських виборах Яценюк підкреслював, що «„Фронт змін“ існував і буде існувати», але також заявляв, що об'єднання опозиції може закласти основу для створення єдиної партії.
14 червня 2013 року партія «Фронт Змін» на своєму з'їзді ухвалила рішення про самоліквідацію партії з метою створення об'єднаної політичної сили з ВО «Батьківщина». Згідно з рішенням з'їзду, депутати місцевих рад усіх рівнів від «Фронту Змін» вступають в «Батьківщину», одночасно припинивши існування фракцій «Фронту Змін». Лідер партії «Фронт Змін» Арсеній Яценюк за пропозицією голови «Батьківщини» був обраним головою політради ВО «Батьківщина».